# Hapoel Jerusalem FC
El Hapoel Jerusalem FC (hebreu: מועדון כדורגל הפועל ירושלים‎, és un club de futbol israelià de la ciutat de Jerusalem.

## Història
El Hapoel Jerusalem Club fou fundat el 1926 i disputà la lliga palestina inaugural, el 1931-32. El 1943 fou finalista de copa perdent amb la Royal Artillery 1-7. La temporada 1972-73 guanyà la copa israeliana, el seu major èxit.
El 2007, el baix rendiment de l'equip i la insatisfacció amb el lideratge empresarial van empènyer a la majoria dels aficionats a fundar un nou club, conegut com a Hapoel Katamon Jerusalem FC.
L'agost de 2019, la Federació Israeliana de Futbol es va negar a inscriure el club per a la temporada 2019-20 a causa de problemes econòmics.
El 9 d'agost de 2020, el club el va recrear oficialment, ja que el Hapoel Katamon FC va canviar el nom a Hapoel Jerusalem FC.

## Palmarès
- Copa israeliana de futbol: 
  - 1972-73

- Copa Raghib al-Nashashibi:
  - 1929[6]